# Anarho-kolektivizem
Anarho-kolektivizem, Kolektivistični anarhizem ali preprosto Kolektivizem je smer znotraj Anarhizma, ki se zavzema za obstoj kolektivističnega gospodarjenja, avtonomne enote pa naj bi med seboj opravljale denarno menjavo. Anarho-kolektivizem je tudi vezni člen v razvoju anarhizma od Proudhonovega mutualizma v smeri Kropotkinovega anarho-komunizma. Danes je v primerjavi z anarho-komunisti v izraziti manjšini, v obdobju klasičnega anarhizma v času Pariške komune in Prve internacionale ter pred nastopom Kropotkina pa je bil anarho-kolektivizem pomembna anarhistična smer. 

## Osnovna ideja anarho-kolektivizma
V šestdesetih letih 19. stoletja ga je pričel razvijati ruski anarhist Mihail Bakunin (1814-1876). Zanj je kolektivizem pomenil brezdržavno družbeno ureditev s prepovedjo političnih strank in s kolektivno lastnino, v kateri bi obstajale svobodne kmetijske in industrijske asociacije. med sestavinami kolektivizma je Bakunin posebej izpostavil združeno delo ter federacijo avtonomnih občin. Bakunin še ni izdelal natančnejše teorije o anarho-kolektivistični družbi, ker je več poudarka dajal aktivizmu, kritiki obstoječega sistema in teoriji revolucije. Belgijski anarhist Cesar de Paepe je leta 1868 na teoretični ravni združil Bakuninovo idejo podružbljanja (uvajanja kolektivizma) s Proudhonovo idejo mutualizma. Z de Paepom anarho-kolektivizem dobi svojo klasično podobo.  

## Razvoj ideje pri španskih anarhistih
Leta 1868 so Bakuninove ideje prodrle v Španijo, kjer so med revolucionarji kmalu postale popularne in vplivale na  Serrana Y Oteizo, Joseja Llunasa in Anselma Lorenza. Serrano y Oteiza je leta 1882 utemeljeval, da bo anarho-kolektivizem osnova družbe bodočnosti- to je »Univerzalne harmonije«, ki ji bodo načela avtonomije, dogovora in federativnosti omogočila, da na osnovi kolektivne lastnine upravlja sama s seboj. Anselmo Lorenzo je naredil korak naprej. Samoupravljalci v bistvu ne bodo imeli kolektivne lastnine, ampak bodo delavski kolektivi dobili le užitek na družbeni lastnini. Temelj samoupravljanja ali primarni družbeni kolektiv je po njegovem lokalna skupina proizvajalcev iste stroke , ki na osnovi dogovorov združuje svoje delo. ( Način uveljavljanja načela federacije je utemeljil Jose Llunas Pujols: razvil je pojem delegiranja; delegatsko predstavništvo mora po njegovem izhajati iz izhajati iz imperativnega mandata.

## Zaton anarho-kolektivizma
Leta 1882 je Serrano Y Oteiza še trdil, da se kolektivisti ločujejo od komunističnih anarhistov, med anarho-kolektivisti in anarho-komunisti pa so obstajala močna idejna nasprotja; anarho-komunisti so denimo zahtevali odpravo denarja in plač, kolektivisti pa so temu nasprotovali. Antonio Pelicier je predlagal, da naj v tem sporu vsakdo malo popusti in v od srede osemdesetih let 19. stoletja so anarhisti res presegali nasprotja- obenem pa je bilo odtlej vse težje ločevati med anarho-kolektivizmom in anarho-komunizmom. 
Širjenje množične proizvodnje je povzročalo propadanje avtonomnih delavcev, s tem pa so predvsem  anarho-kolektivisti izgubljali tla pod nogami. Procese, značilne za Španijo, srečujemo tudi drugod. Z uporom na trgu Haymarket  so bili povezani anarho-kolektivisti. Johann Most je še vse do leta 1884 koketiral z anarho-kolektivizmom in Gustav Landauer je ob množici anarho-komunistov ostal eden redkih anarho-kolektivistov.

## Uporaba anarho-kolektivističnih vsebin v jugoslovanskem samoupravljanju
Jugoslovanski marksistični ideolog Edvard Kardelj je iskal načine za ureditev jugoslovanskega socialističnega  gospodarstva in je pri tem črpal iz različnih virov. Med drugim so se širile govorice, da ima pri oblikovanju jugoslovanske poti v socializem na mizi Marxa, pod mizo pa Proudhona. Dejansko je Kardelj veliko prevzemal od anarho-kolektivistov. Od tod je prevzel pojme o združenem delu, pojem družbene lastnine, verjetno Llunas Pujolsov pojem delegatskega sistema, v temeljni organizaciji združenega dela (TOZD) pa se morda skriva Lorenzova lokalna skupina proizvajalcev iste stroke, ki na osnovi dogovorov združuje svoje delo.  Vesna Pusić pravi, da prvotni namen jugoslovanskega samoupravljanja ni bila ekonomska demokratizacija, ampak omejevanje moči uprave podjetja, po Veljku Rusu pa v Jugoslaviji ekonomska demokracija (kar je skoraj identično s pravim samoupravljanjem) sploh ni obstajala.  Podobno Ferfila Bogomil opozarja, da se je za fasado jugoslovanskega samoupravljanja skrivala  resnična moč vzporednega in resničnega sistema moči- komunistične partije, obenem pa je pokazal, da jugoslovansko samoupravljanje ni odpravilo določenih sistemskih izzivov, s katerimi se mora soočiti vsak model samoupravljanja.

## Znani anarho-kolektivisti
- Michael Albert
- Mihail Bakunin
- Sam Dolgoff
- Luce Fabbri
- Luigi Fabbri
- Mick Farren
- Frank Fernández
- James Guillaume
- Robin Hahnel
- Gustav Landauer
- Anselmo Lorenzo
- Jose Llunas Pujols
- Serrano y Oteiza
- Cesar de Paepe